# Хайнрих Фердинанд фон дер Шуленбург
Хайнрих Фердинанд фон дер Шуленбург (на немски: Heinrich Ferdinand, Graf von der Schulenburg; * 20 януари 1804 в Алтенхаузен, Саксония-Анхалт; † 10 февруари 1839 във Функенхаген, част от Бойценбургер Ланд в Бранденбург) е граф от клон „Бялата линия“ на род „фон дер Шуленбург“ в Саксония-Анхалт.
Той е четвъртият син на граф Август Карл Якоб фон дер Шуленбург (1764 – 1838) и втората му съпруга Мария Луиза фон Клайст (1772 – 1827). По-големите му братя са Густав Адолф Матиас Александер фон дер Шуленбург (1793 – 1855) и Вилхелм Леополд фон дер Шуленбург (1801 – 1855). По-малките му братя са Бернхард Август фон дер Шуленбург (1809 – 1872) и Фридрих Готлоб Якоб фон дер Шуленбург (1818 – 1893).

## Фамилия
Хайнрих Фердинанд фон дер Шуленбург се жени за първата си братовчедка графиня Йохана Александра Фридерика Луиза фон дер Шуленбург (* 17 декември 1805, Бодендорф; † 16 февруари 1865, Алтенхауен), дъщеря на чичо му граф Леополд фон дер Шуленбург (1769 – 1826) и фрайин Мария Кристиана Ернестина Филипина д'Орвиле фон Льовенклау (1774 – 1826). Те имат един син:
- Карл Леополд Август фон дер Шуленбург (* 28 май 1831, Алтенхаузен; † 16 февруари 1880, Нерви при Генуа), женен за Матилда фон Химен (* 26 април 1831, Хайн; † 1 януари 1906, Алтенхаузен); имат 4 деца